# Château-Ville-Vieille
Château-Ville-Vieille é uma comuna francesa na região administrativa da Provença-Alpes-Costa Azul, no departamento de Altos-Alpes. Estende-se por uma área de 66,9 km². Em 2010 a comuna tinha 349 habitantes (densidade: 5,2 hab./km²).